# 马歇尔敦
马歇尔敦（Marshalltown）是美国艾奥瓦州马歇尔县的城市，是马歇尔县的县城。2010年人口普查中的人口为27,552人，而2000年为26,009人。

## 历史

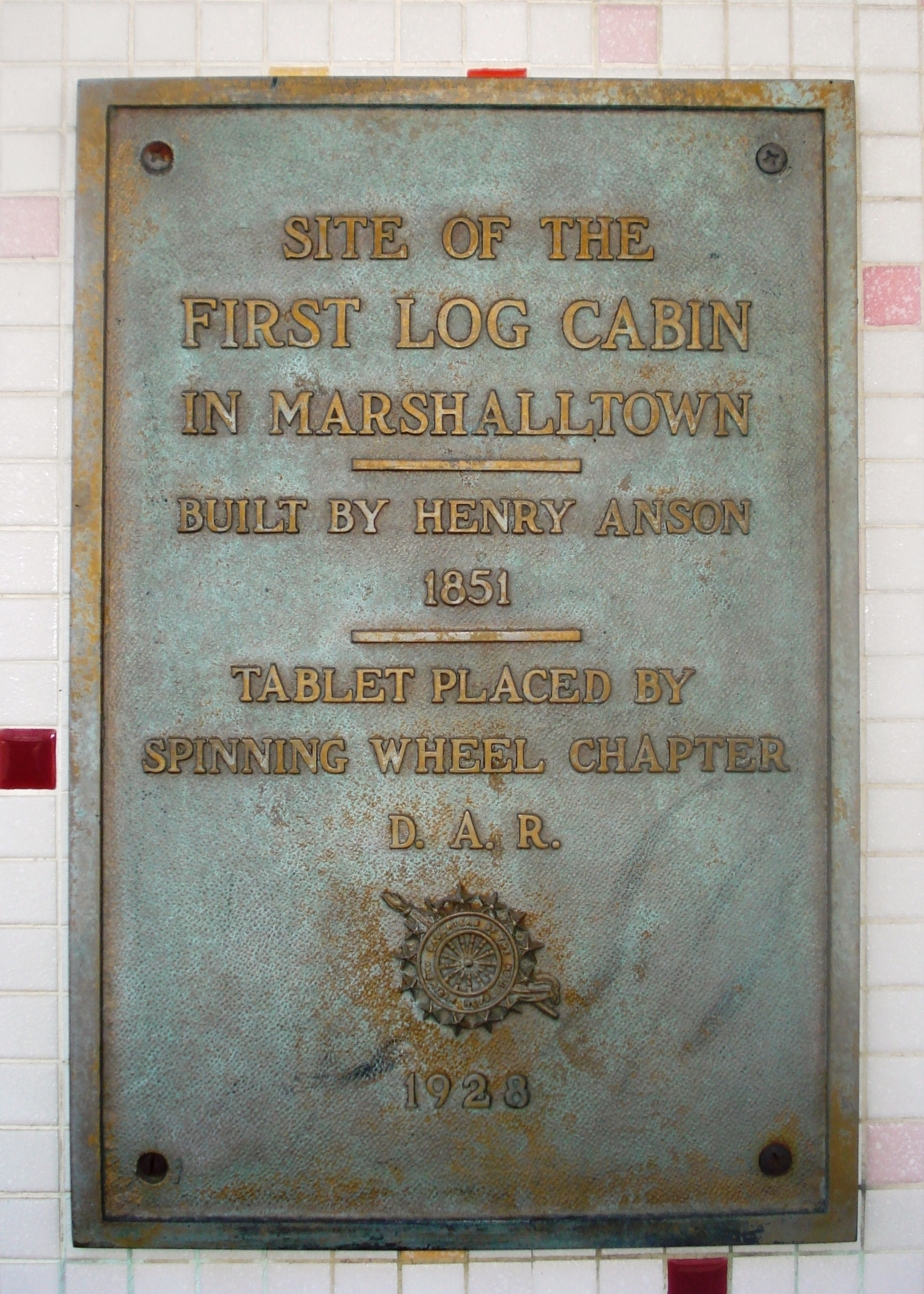
牌匾标识亨利·安森的小木屋的位置

亨利·安森是马歇尔敦的第一位欧洲定居者。 1851年4月，安森发现他所说的“爱荷华州最美丽的地方”。在爱荷华河与林恩溪之间的高处，安森建造了一个木屋。 位于西大街112号的牌匾标志着小屋的所在地。在1853年，安森以他的前住所密歇根州的马歇尔（Marshall）命名为马歇尔镇（Marshall）。